# 김성호 (1962년)
김성호(金成鎬, 1962년 3월 3일 충북 영동군)는 대한민국의 기자 출신 정치인이다. 한겨레에서 기자생활을 했으며 이후 대한민국 제16대 국회의원을 지냈다.
2000년 제16대 총선에서 새천년민주당소속으로 강서구 을 선거구에 공천되어 현역의원인 한나라당의 이신범을 꺾고 당선되어 국회에 입성했다.

## 학력
- 1974년: 영동국민학교 졸업
- 1977년: 용문중학교 졸업
- 1980년: 대전고등학교 졸업
- 1981년: 서울대학교 사회계열 입학
- 1985년: 서울대학교 정치학과 학사 학위 취득

## 경력
- 1987년: 연합통신(現연합뉴스) 외신부기자
- 1987년 12월: 새신문(現 한겨레) 창간 발기인으로 참여
- 1988년 4월~1997년 3월: 한겨레 사회부·정치부 기자, 한겨레21 정당팀장
- 1989년 11월: 전국언론노동조합연맹 편집인
- 1997년 11월: <새언론포럼(참언론실천 모임)> 발기인
- 2000년 5월 ~ 2004년 5월: 제16대 국회의원(서울 강서구 을, 새천년민주당→무소속→열린우리당, 초선)
- 2021년 3월 ~ 2023년 3월: 대한민국헌정회 정책연구위원회 정책실장
- 2021년 8월 ~ 2021년 11월: 국민의힘 윤석열 제20대 대통령 선거 예비후보 조직본부 특보단 정무특보
- 2021년 9월 ~ 2021년 11월: 국민의힘 윤석열 제20대 대통령 선거 예비후보 공정개혁포럼 발기인
- 2023년 4월 ~ 2023년 10월: 여의도연구원 제1부원장(전략기획 부문 담당)
- 2025년 4월 ~ 대한민국헌정회 대변인
- 2025년 5월 ~ 국민의힘 탈당 및 더불어민주당 복당

## 역대 선거 결과
|  | 46.07% |

|  | 9.39% |

|  | 20.59% |

## 같이 보기
- 강서구 을
- 서울 강서구의 국회의원